# Музей друкарства (Меппел)
Музе́й друка́рства (нід. Drukkerijmuseum) — технічний музей у нідерландському місті Меппель, у провінції Дренте, присвячений історії друкарської справи. Розташований у приміщенні старого монументального пакгаузу в центрі міста.

## Історія
Місто Меппель здавна було локальним центром друкарства, тут розташовувалося багато друкарень. 22 травня 1986 року тут, за сприяння Товариства графічних музеїв Дренте відкрився Графічний музей Дренте, який згодом отримав назву Меппельського музею друкарства.

## Експозиція

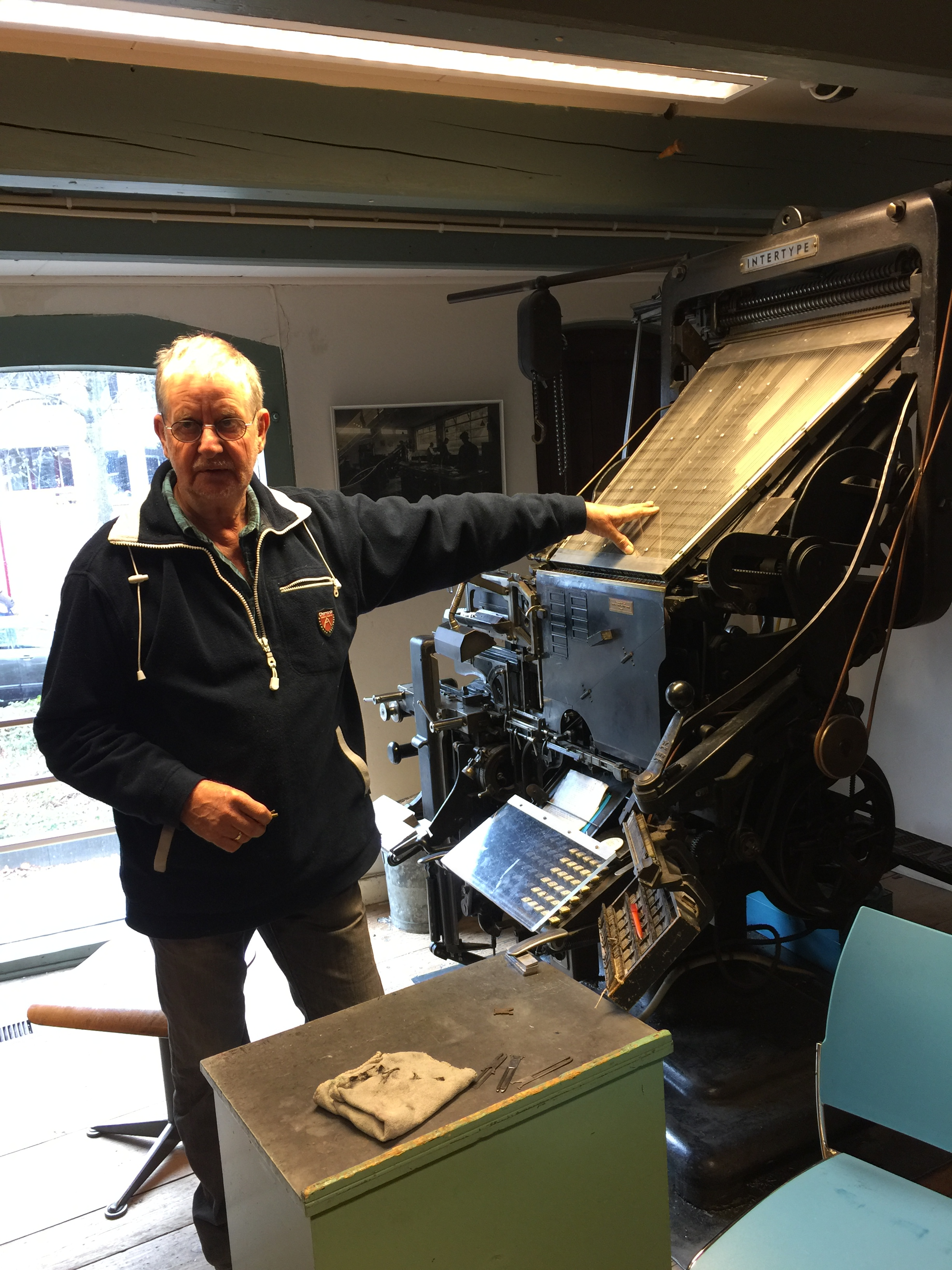
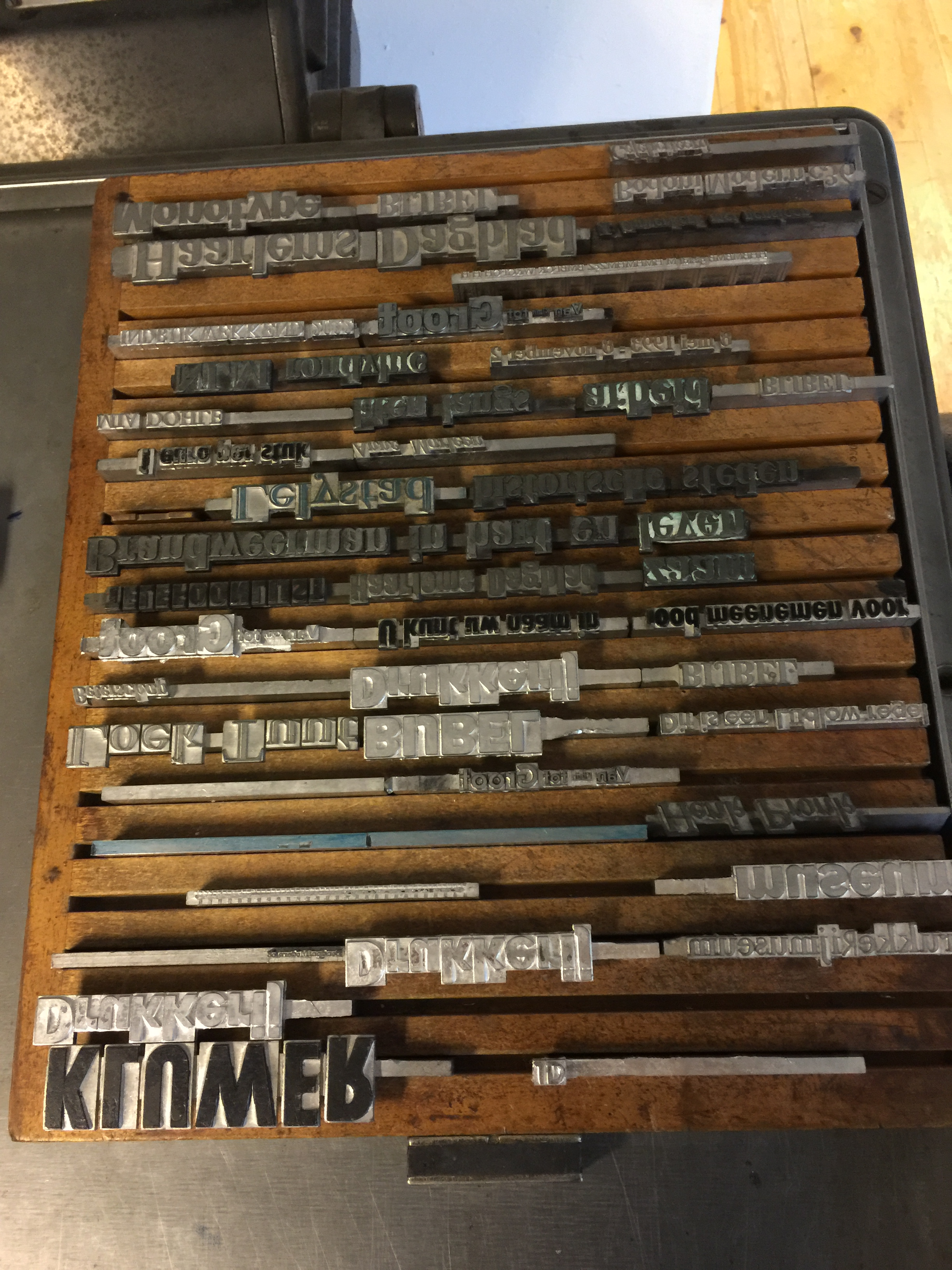
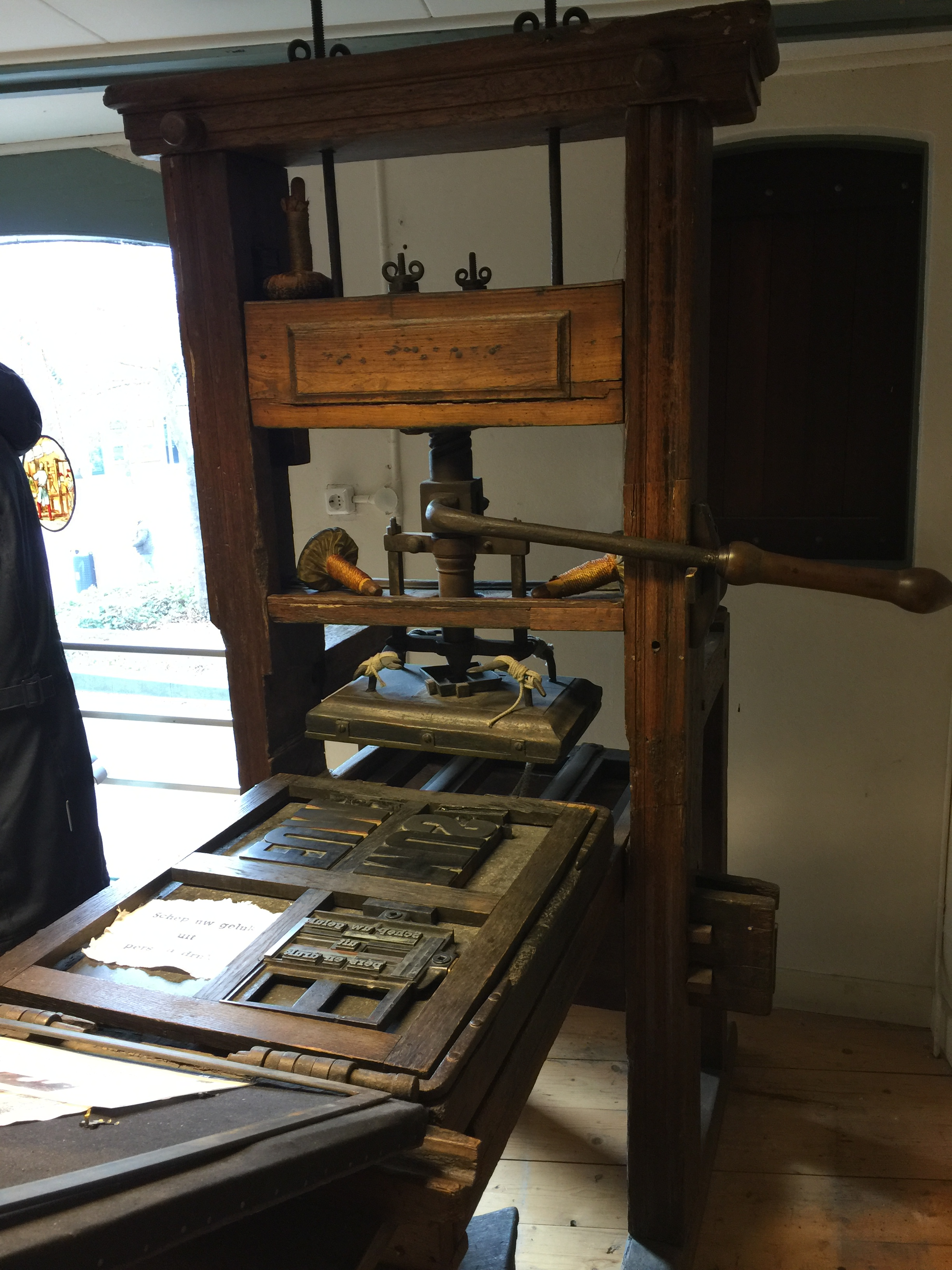
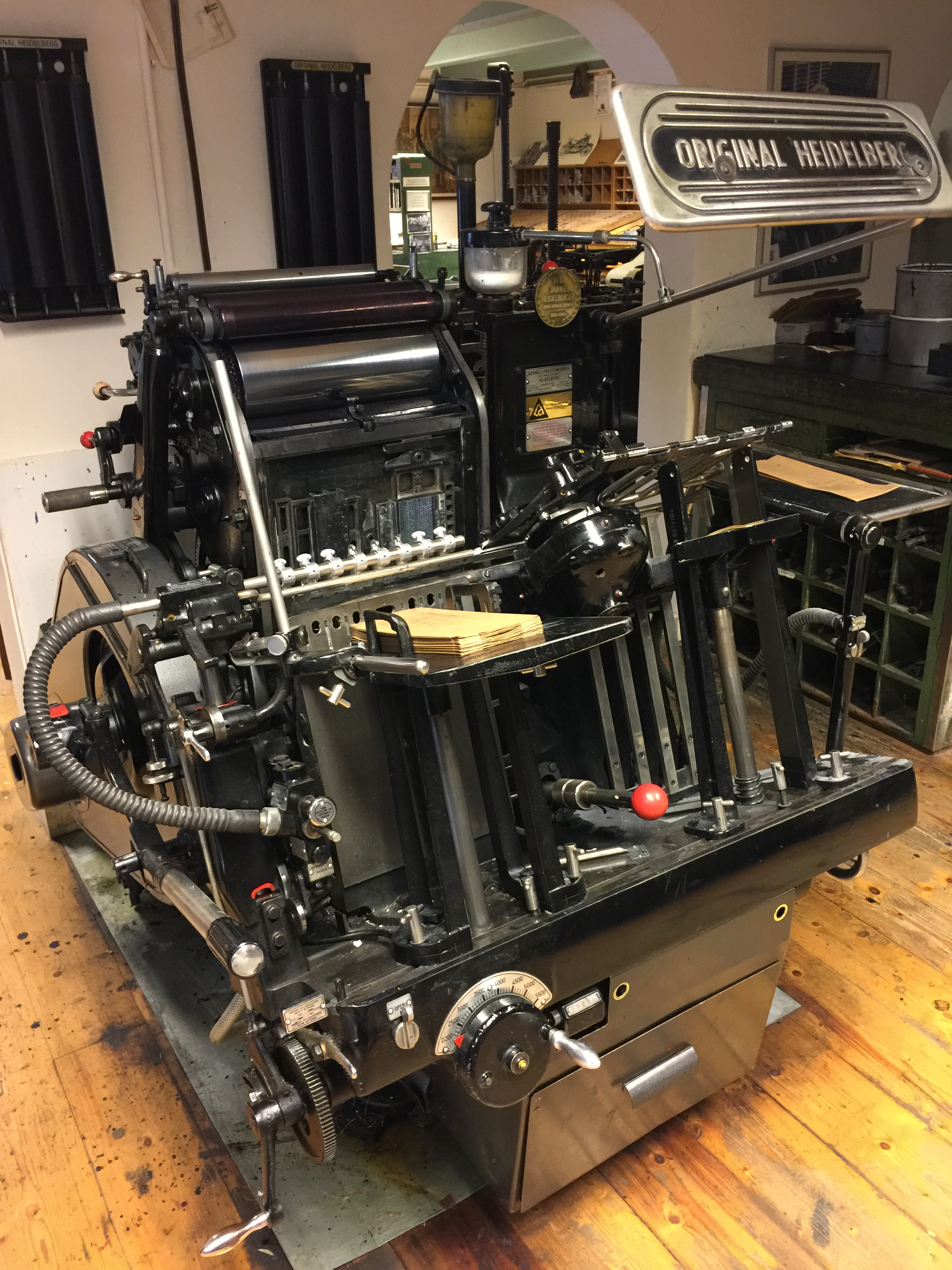

Цей музей відрізняється від багатьох інших тим, що тут кількість експонатів у вітринах зведена до мінімуму. В музеї працюють волонтери, зокрема, графичні дизайнери, які в інтерактивній формі розповідають про історію друкарства, літографію, виготовлення паперу, ручної та машинної палітурки тощо.
Тематично експозиція поділяється на вісім частин:
- «Доісторичний період» — де розповідають про доісторичні малюнки прадавніх людей, ієрогліфічне давньоєгипетське письмо, клинопис, абетку фінікійців тощо. В цьому залі розташована репліка печери Ласко з французької провінції Дордонь, де були знайдені малюнки печерних людей.
- «Фестський диск» — представляє на огляд репліку диска із загадковим написом, знайденого на початку XX століття на острові Крит і досі не розшифрованого.
- «Праця ченців» — розповідає про переписування книг ченцями, до винайдення друкарства. В експозиції — старовинні рукописні книги.
- «Виготовлення паперу» — експозиція присвячена історії та способам виготовлення паперу. Відвідувачі можуть узяти участь у процесі виготовлення паперу.
- «Друкарський верстат Гутенберга» — розповідає про винахід друкарського верстата Й. Гутенбергом у 1540-х роках, та першого друкаря в місті Меппель, Яна Ленсінка, який почав друкувати книги близько 1714 року. В залі зберігається старовинний друкарський верстат 1570 року, аналог того, яким користувався Гутенберг.
- «Типографський набір» — представлена велика колекція різноманітних шрифтів; відвідувачі можуть набрати вручну своє ім'я і надрукувати його на верстаті.
- «Гейдельберзький автомат» — тут зберігається один з гейдельберзьких друкарських верстатів початку XIX століття — пристроїв валикового типу, де подача паперу здійснювалася автоматично, а не вручну. Експозиція розповідає про розвиток друкарської справи, початок поширення друкованих періодичних видань. Ще одним цікавим експонатом є сторічна дерев'яна репро-камера
- «Виготовлення палітурки вручну» — тут розповідають про різні техніки виготовлення палітурки-обкладинки та демонструють сам процес.

В музеї також проводяться тимчасові виставки робіт художників-графіків та ілюстраторів.

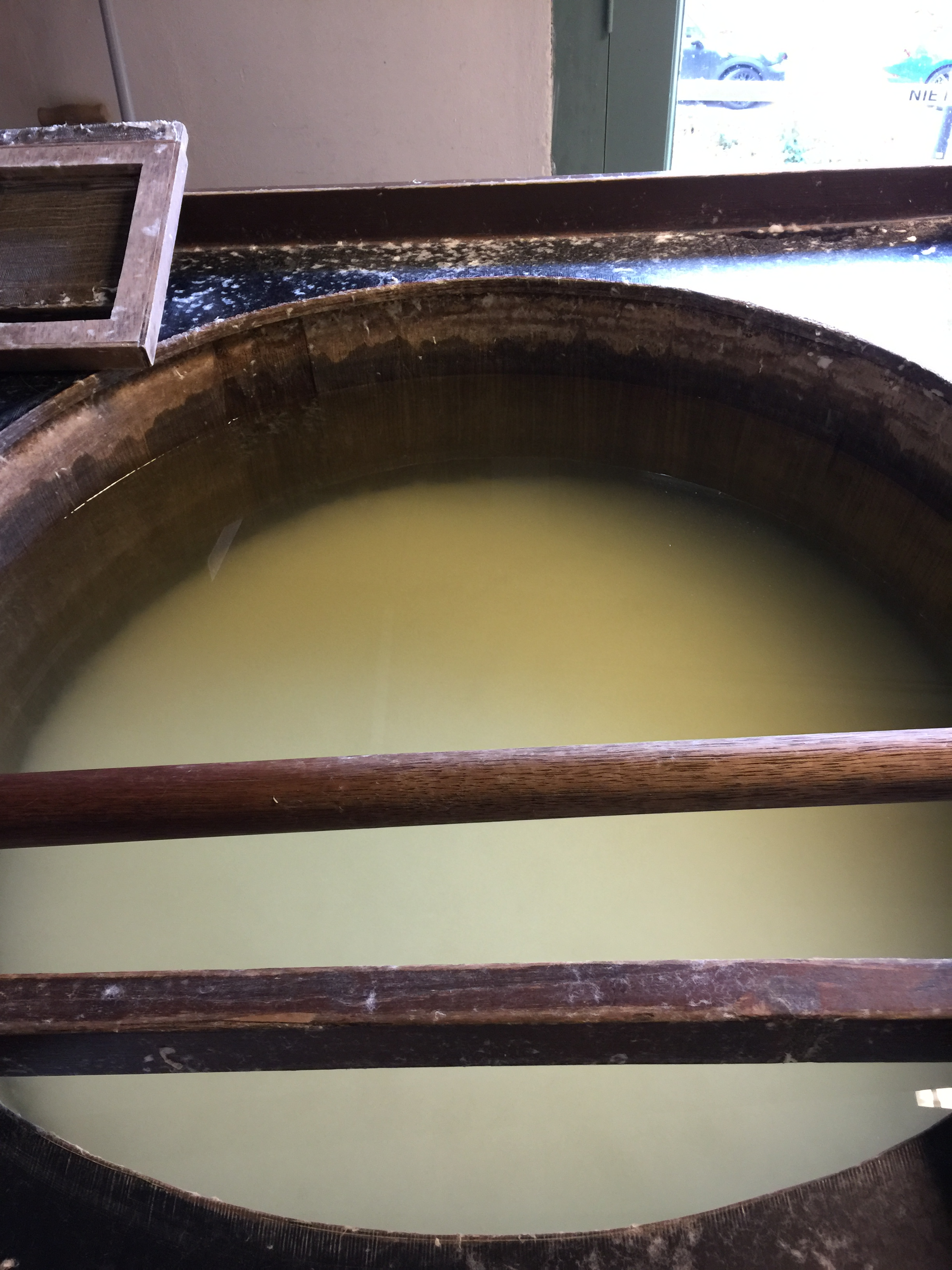
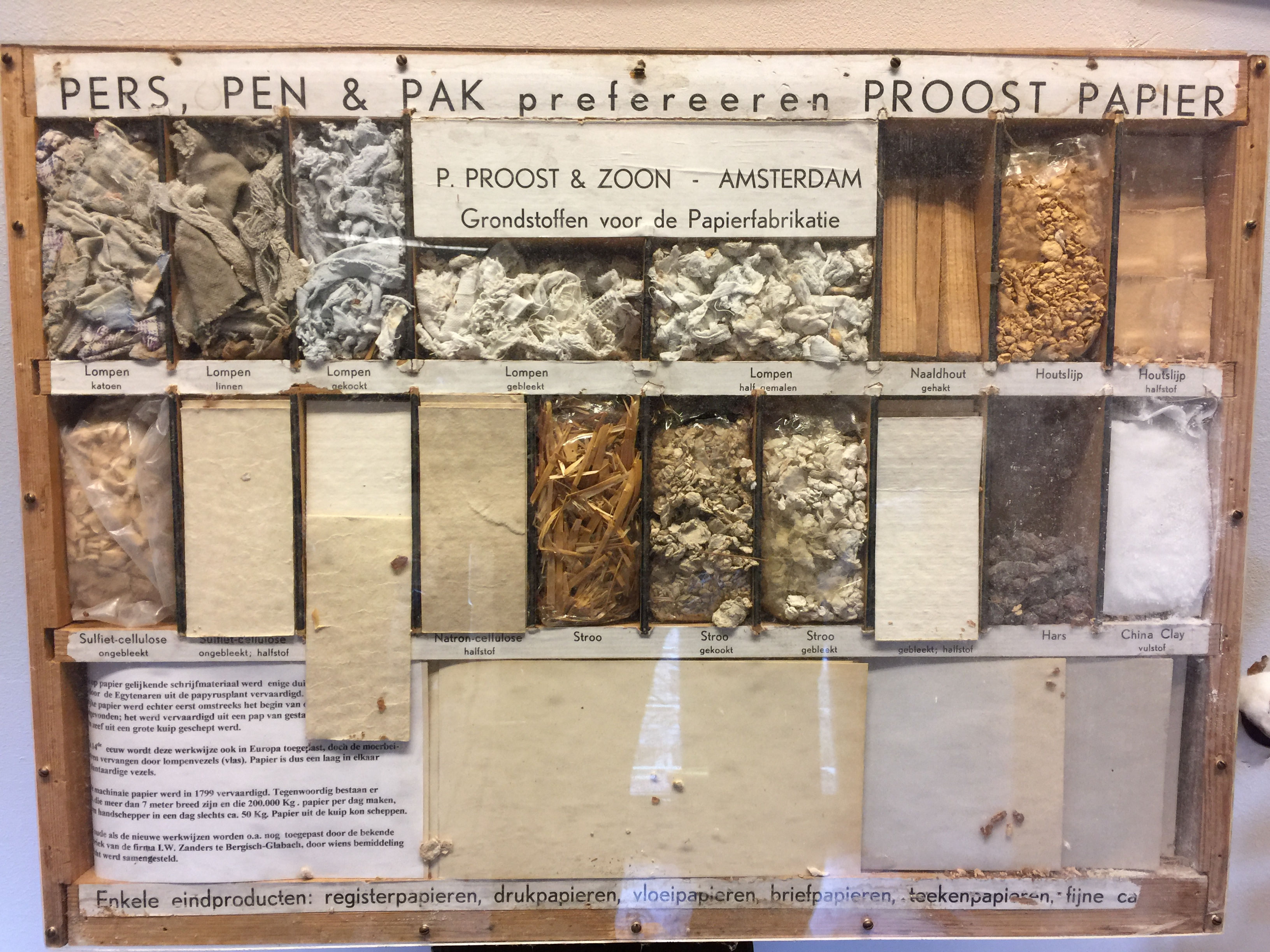
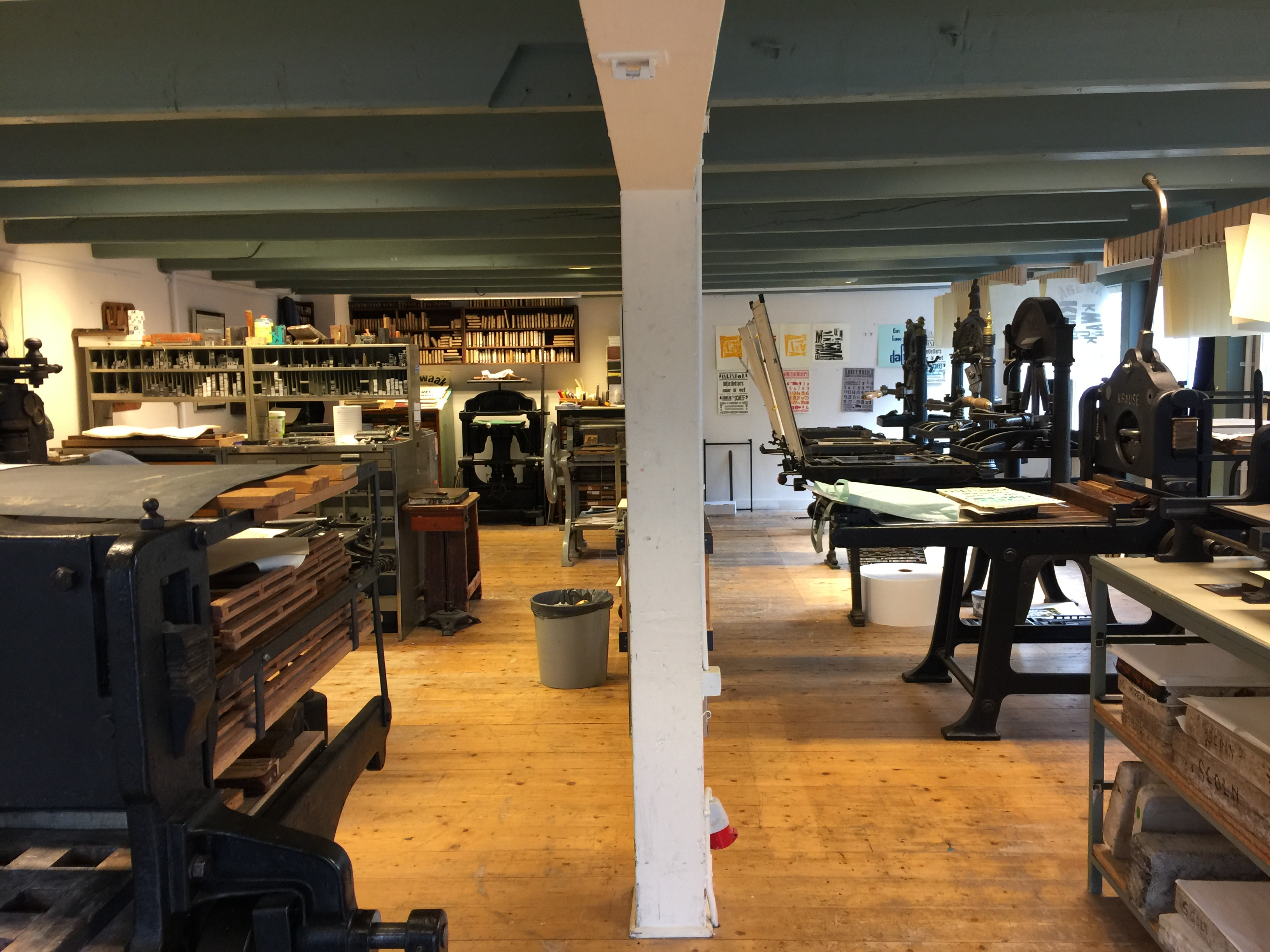
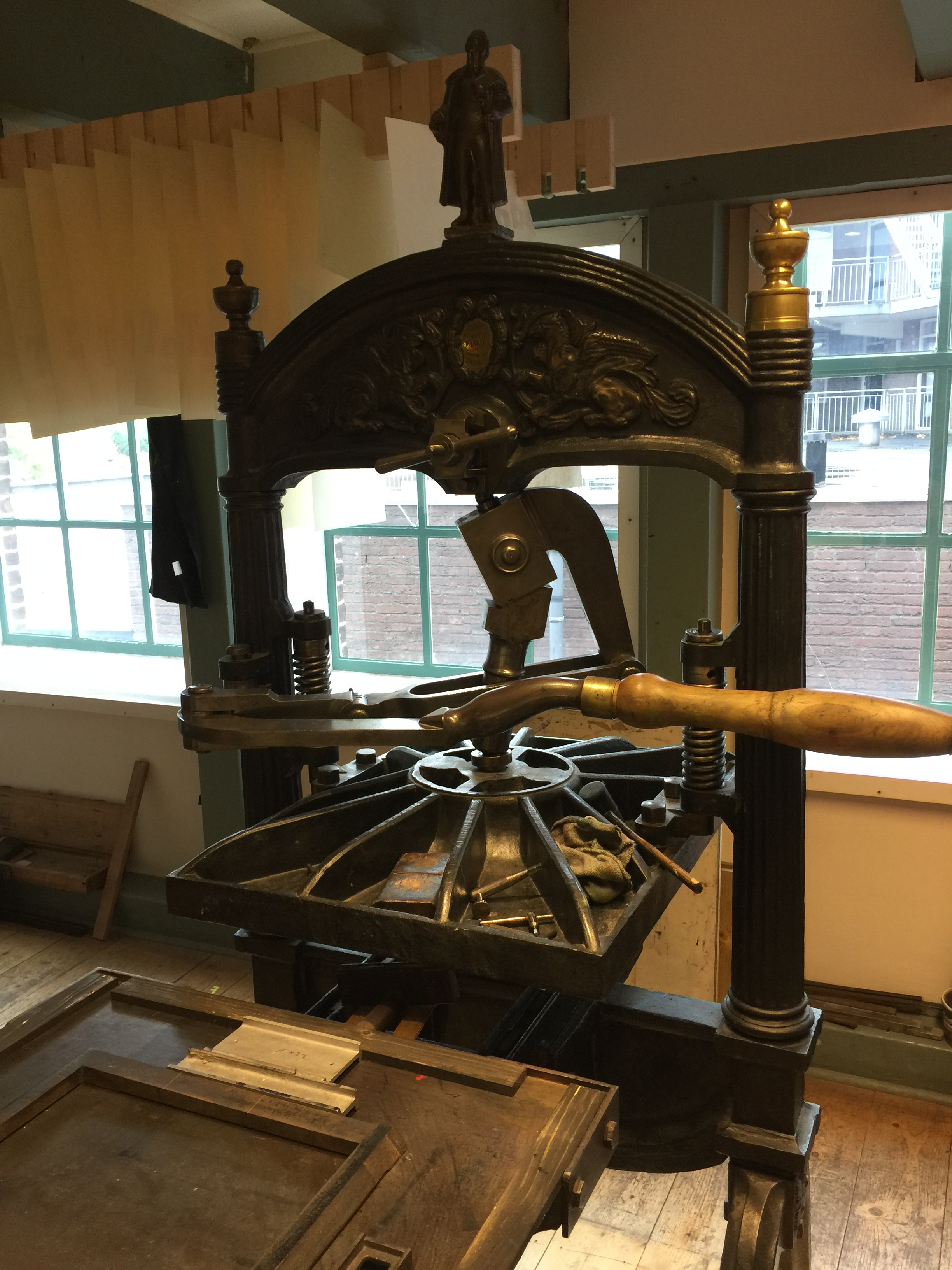